# Osek nad Bečvou
Osek nad Bečvou är en ort i Tjeckien.   Den ligger i regionen Olomouc, i den östra delen av landet, 230 km öster om huvudstaden Prag. Osek nad Bečvou ligger 225 meter över havet och antalet invånare är 1 097.
Terrängen runt Osek nad Bečvou är platt åt sydväst, men åt nordost är den kuperad. Runt Osek nad Bečvou är det ganska tätbefolkat, med 72 invånare per kvadratkilometer. Närmaste större samhälle är Přerov, 8,4 km sydväst om Osek nad Bečvou. Trakten runt Osek nad Bečvou består till största delen av jordbruksmark.